# Ligne Tōbu Isesaki
La ligne Tōbu Isesaki (東武伊勢崎線, Tōbu Isesaki-sen) est l'une des 2 lignes ferroviaires principales de la compagnie privée Tōbu dans la région de Kantō au Japon. Elle relie la gare d'Asakusa à Tokyo à celle d'Isesaki dans la préfecture de Gunma.
Sur les cartes, la ligne Tōbu Isesaki est de couleur rouge foncé et les gares sont identifiées par les lettres TS puis TI suivies d'un numéro.

## Histoire
La ligne Isesaki a été inaugurée en 1899 entre Kita-Senju à Tokyo et Kuki dans préfecture de Saitama. En 1902, la ligne est prolongée jusqu'à la gare d'Azumabashi (actuelle Tokyo Skytree) puis en 1910 à Isesaki. En 1931, après la construction d'un pont sur la rivière Sumida, la ligne arrive à Asakusa, son terminus actuel.
Le 17 mars 2012, la partie sud de la ligne est renommée ligne Skytree, en prévision de l'ouverture de la Tokyo Skytree le 22 mai 2012.

## Caractéristiques

### Ligne
- Longueur : 114,5 km
- Ecartement : 1 067 mm
- Alimentation : 1 500 Vcc par caténaire
- Nombre de voies :
  - Quadruple voie de Tokyo Skytree à Hikifune et de Kita-Senju et Kita-Koshigaya
  - Double voie d'Asakusa à Tokyo Skytree, de Hikifune à Kita-Senju et de Kita-Koshigaya à Tatebayashi
  - Voie unique de Tatebayashi à Isesaki

### Tracé
|  |

### Interconnexion
La ligne est interconnectée avec les lignes suivantes :
- Ligne Hanzōmon à Oshiage,
- Ligne Hibiya à Kita-Senju,
- Ligne Nikkō à Tōbu-dōbutsu-kōen,
- Ligne Sano à Tatebayashi,
- Ligne Kiryū à Ōta.

### Liste des gares
La ligne comporte 55 gares. La partie de la ligne entre Asakusa et Tōbu-Dōbutsu-kōen est appelée ligne Tōbu Skytree et les gares sont numérotées de TS-01 à TS-30. De Wado à Isesaki, les gares sont numérotées de TI-01 à TI-25.
| Schéma | Schéma | Schéma | Schéma | Schéma | Numéro | Gares             | Nom japonais           | Distance (km) | Correspondances                                                                      | Localisation | Localisation          |
| ------ | ------ | ------ | ------ | ------ | ------ | ----------------- | ---------------------- | ------------- | ------------------------------------------------------------------------------------ | ------------ | --------------------- |
|        |        |        |        |        |        |                   |                        |               |                                                                                      |              |                       |
|        |        |        | •      |        | TS-01  | Asakusa           | 浅草                   | 0             | Tokyo Metro : Ginza Toei : Asakusa                                                   | Taitō        | Tokyo                 |
|        |        |        | •      |        | TS-02  | Tokyo Skytree     | とうきょうスカイツリー | 1,1           |                                                                                      | Sumida       | Tokyo                 |
|        | •      |        |        |        | TS-03  | Oshiage (Skytree) | 押上〈スカイツリー前〉 | -             | Tokyo Metro : Hanzōmon (interconnexion) Toei : Asakusa Keisei : Oshiage              | Sumida       | Tokyo                 |
|        |        | •      |        |        | TS-04  | Hikifune          | 曳舟                   | 2,4           | Tōbu : Kameido                                                                       | Sumida       | Tokyo                 |
|        |        | •      |        |        | TS-05  | Higashi-Mukōjima  | 東向島                 | 3,2           |                                                                                      | Sumida       | Tokyo                 |
|        |        | •      |        |        | TS-06  | Kanegafuchi       | 鐘ヶ淵                 | 4,2           |                                                                                      | Sumida       | Tokyo                 |
|        |        | •      |        |        | TS-07  | Horikiri          | 堀切                   | 5,3           |                                                                                      | Adachi       | Tokyo                 |
|        |        | •      |        |        | TS-08  | Ushida            | 牛田                   | 6,0           | Keisei : Keisei (à Keisei Sekiya)                                                    | Adachi       | Tokyo                 |
|        |        | •      |        |        | TS-09  | Kita-Senju        | 北千住                 | 7,1           | Tokyo Metro : Chiyoda, Hibiya (interconnexion) JR East : Jōban MIR : Tsukuba Express | Adachi       | Tokyo                 |
|        |        | •      |        |        | TS-10  | Kosuge            | 小菅                   | 8,2           |                                                                                      | Adachi       | Tokyo                 |
|        |        | •      |        |        | TS-11  | Gotanno           | 五反野                 | 9,3           |                                                                                      | Adachi       | Tokyo                 |
|        |        | •      |        |        | TS-12  | Umejima           | 梅島                   | 10,5          |                                                                                      | Adachi       | Tokyo                 |
|        |        | •      |        |        | TS-13  | Nishiarai         | 西新井                 | 11,3          | Tōbu : Daishi                                                                        | Adachi       | Tokyo                 |
|        |        | •      |        |        | TS-14  | Takenotsuka       | 竹ノ塚                 | 13,4          |                                                                                      | Adachi       | Tokyo                 |
|        |        | •      |        |        | TS-15  | Yatsuka           | 谷塚                   | 15,9          |                                                                                      | Sōka         | Préfecture de Saitama |
|        |        | •      |        |        | TS-16  | Sōka              | 草加                   | 17,5          |                                                                                      | Sōka         | Préfecture de Saitama |
|        |        | •      |        |        | TS-17  | Matsubara-Danchi  | 松原団地               | 19,2          |                                                                                      | Sōka         | Préfecture de Saitama |
|        |        | •      |        |        | TS-18  | Shinden           | 新田                   | 20,5          |                                                                                      | Sōka         | Préfecture de Saitama |
|        |        | •      |        |        | TS-19  | Gamō              | 蒲生                   | 21,9          |                                                                                      | Koshigaya    | Préfecture de Saitama |
|        |        | •      |        |        | TS-20  | Shin-Koshigaya    | 新越谷                 | 22,4          | JR East : Musashino (à Minami-Koshigaya)                                             | Koshigaya    | Préfecture de Saitama |
|        |        | •      |        |        | TS-21  | Koshigaya         | 越谷                   | 24,1          |                                                                                      | Koshigaya    | Préfecture de Saitama |
|        |        | •      |        |        | TS-22  | Kita-Koshigaya    | 北越谷                 | 26,0          |                                                                                      | Koshigaya    | Préfecture de Saitama |
|        |        | •      |        |        | TS-23  | Ōbukuro           | 大袋                   | 28,5          |                                                                                      | Koshigaya    | Préfecture de Saitama |
|        |        | •      |        |        | TS-24  | Sengendai         | せんげん台             | 29,8          |                                                                                      | Koshigaya    | Préfecture de Saitama |
|        |        | •      |        |        | TS-25  | Takesato          | 武里                   | 31,1          |                                                                                      | Kasukabe     | Préfecture de Saitama |
|        |        | •      |        |        | TS-26  | Ichinowari        | 一ノ割                 | 33,0          |                                                                                      | Kasukabe     | Préfecture de Saitama |
|        |        | •      |        |        | TS-27  | Kasukabe          | 春日部                 | 35,3          | Tōbu : Urban Park                                                                    | Kasukabe     | Préfecture de Saitama |
|        |        | •      |        |        | TS-28  | Kita-Kasukabe     | 北春日部               | 36,8          |                                                                                      | Kasukabe     | Préfecture de Saitama |
|        |        | •      |        |        | TS-29  | Himemiya          | 姫宮                   | 38,4          |                                                                                      | Miyashiro    | Préfecture de Saitama |
|        |        | •      |        |        | TS-30  | Tōbu-dōbutsu-kōen | 東武動物公園           | 41,0          | Tōbu : Nikkō (interconnexion)                                                        | Miyashiro    | Préfecture de Saitama |
|        |        | •      |        |        | TI-01  | Wado              | 和戸                   | 43,9          |                                                                                      | Miyashiro    | Préfecture de Saitama |
|        |        | •      |        |        | TI-02  | Kuki              | 久喜                   | 47,7          | JR East : Utsunomiya                                                                 | Kuki         | Préfecture de Saitama |
|        |        | •      |        |        | TI-03  | Washinomiya       | 鷲宮                   | 52,1          |                                                                                      | Kuki         | Préfecture de Saitama |
|        |        | •      |        |        | TI-04  | Hanasaki          | 花崎                   | 54,8          |                                                                                      | Kazo         | Préfecture de Saitama |
|        |        | •      |        |        | TI-05  | Kazo              | 加須                   | 58,5          |                                                                                      | Kazo         | Préfecture de Saitama |
|        |        | •      |        |        | TI-06  | Minami-Hanyū      | 南羽生                 | 63,1          |                                                                                      | Hanyū        | Préfecture de Saitama |
|        |        | •      |        |        | TI-07  | Hanyū             | 羽生                   | 66,2          | Chichibu Railway : Chichibu                                                          | Hanyū        | Préfecture de Saitama |
|        |        | •      |        |        | TI-08  | Kawamata          | 川俣                   | 70,5          |                                                                                      | Meiwa        | Préfecture de Gunma   |
|        |        | •      |        |        | TI-09  | Morinji-mae       | 茂林寺前               | 72,4          |                                                                                      | Tatebayashi  | Préfecture de Gunma   |
|        |        | •      |        |        | TI-10  | Tatebayashi       | 館林                   | 74,6          | Tōbu : Koizumi, Sano (interconnexion)                                                | Tatebayashi  | Préfecture de Gunma   |
|        |        | •      |        |        | TI-11  | Tatara            | 多々良                 | 78,6          |                                                                                      | Tatebayashi  | Préfecture de Gunma   |
|        |        | •      |        |        | TI-12  | Agata             | 県                     | 81,8          |                                                                                      | Ashikaga     | Préfecture de Tochigi |
|        |        | •      |        |        | TI-13  | Fukui             | 福居                   | 83,9          |                                                                                      | Ashikaga     | Préfecture de Tochigi |
|        |        | •      |        |        | TI-14  | Tōbu-Izumi        | 東武和泉               | 85,1          |                                                                                      | Ashikaga     | Préfecture de Tochigi |
|        |        | •      |        |        | TI-15  | Ashikagashi       | 足利市                 | 86,9          |                                                                                      | Ashikaga     | Préfecture de Tochigi |
|        |        | •      |        |        | TI-16  | Yashū-Yamabe      | 野州山辺               | 88,5          |                                                                                      | Ashikaga     | Préfecture de Tochigi |
|        |        | •      |        |        | TI-17  | Niragawa          | 韮川                   | 91,8          |                                                                                      | Ōta          | Préfecture de Gunma   |
|        |        | •      |        |        | TI-18  | Ōta               | 太田                   | 94,7          | Tōbu : Kiryū (interconnexion), Koizumi                                               | Ōta          | Préfecture de Gunma   |
|        |        | •      |        |        | TI-19  | Hosoya (ja)       | 細谷                   | 97,8          |                                                                                      | Ōta          | Préfecture de Gunma   |
|        |        | •      |        |        | TI-20  | Kizaki            | 木崎                   | 101,2         |                                                                                      | Ōta          | Préfecture de Gunma   |
|        |        | •      |        |        | TI-21  | Serada            | 世良田                 | 104,1         |                                                                                      | Ōta          | Préfecture de Gunma   |
|        |        | •      |        |        | TI-22  | Sakaimachi        | 境町                   | 106,3         |                                                                                      | Isesaki      | Préfecture de Gunma   |
|        |        | •      |        |        | TI-23  | Gōshi             | 剛志                   | 110,0         |                                                                                      | Isesaki      | Préfecture de Gunma   |
|        |        | •      |        |        | TI-24  | Shin-Isesaki      | 新伊勢崎               | 113,3         |                                                                                      | Isesaki      | Préfecture de Gunma   |
|        |        | •      |        |        | TI-25  | Isesaki           | 伊勢崎                 | 114,5         | JR East : Ryōmo                                                                      | Isesaki      | Préfecture de Gunma   |
|        |        |        |        |        | TI-25  | Isesaki           | 伊勢崎                 | 114,5         | JR East : Ryōmo                                                                      | Isesaki      | Préfecture de Gunma   |